# Ельцов, Константин Сергеевич
Константин Сергеевич Ельцов — советский хозяйственный деятель, Герой Социалистического Труда.

## Биография
Родился в 1917 году в Царицыне. Член КПСС.
С 1932 года — на хозяйственной, общественной и политической работе. В 1932—1983 гг. — подручный кузнеца в городе Ростов-на-Дону, мастер отдела технического контроля, производственный мастер, начальник участка, начальник адъюстажа обжимного цеха на Кузнецком металлургическом комбинате, помощник начальника прокатного цеха, заместитель начальника термического цеха электрометаллургического завода «Днепроспецсталь», председатель Запорожского областного совета профессиональных союзов, директор электрометаллургического завода «Днепроспецсталь» имени А. Н. Кузьмина Министерства чёрной металлургии Украинской ССР.
Указом Президиума Верховного Совета СССР от 30 марта 1971 года присвоено звание Героя Социалистического Труда с вручением ордена Ленина и золотой медали «Серп и Молот». Делегат XXV съезда КПСС.
Умер в Запорожье в 1983 году.